# Såpkullen

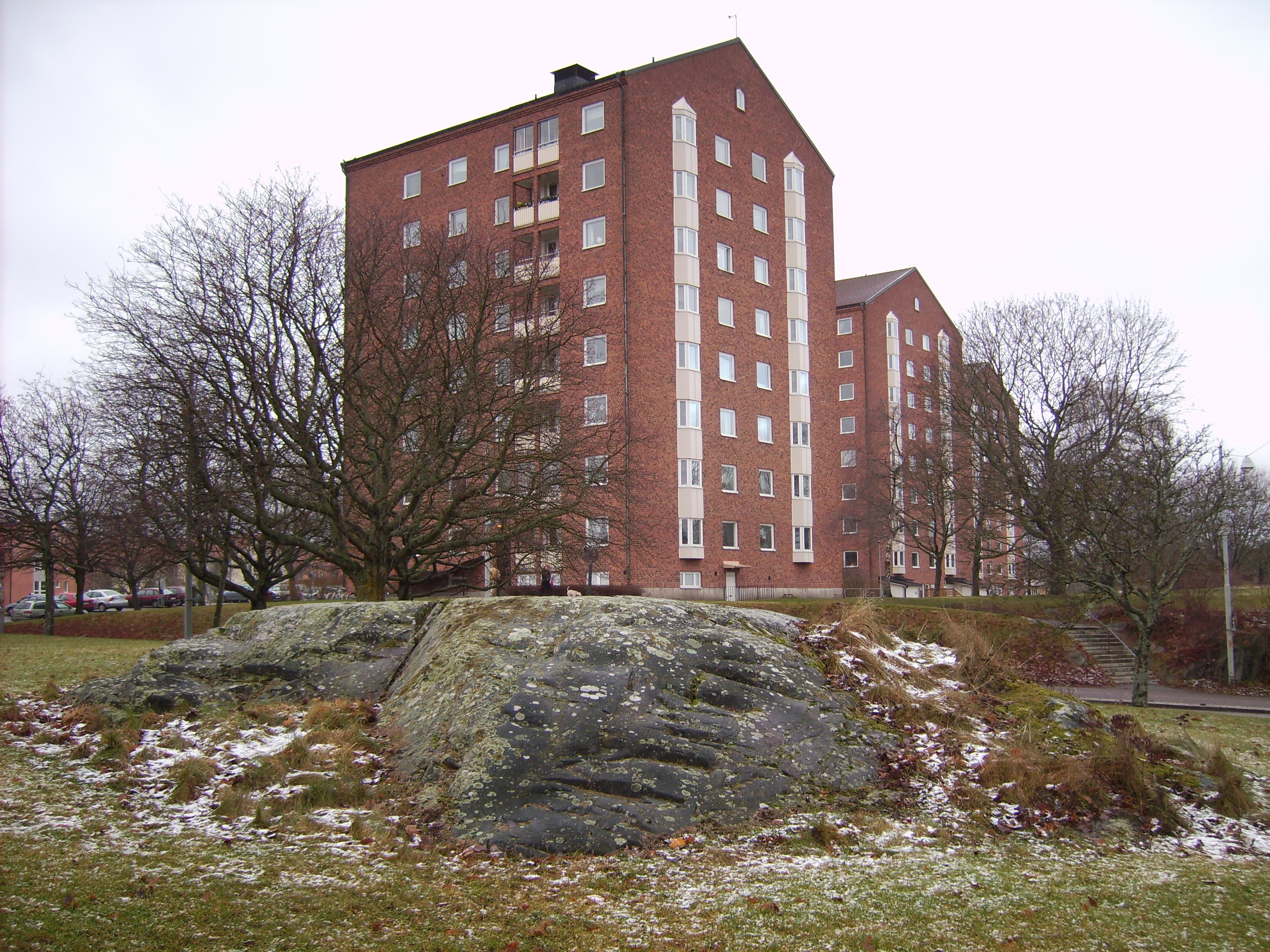
Såpkullen.

Såpkullen är en stadsdel i den södra innerstaden i Norrköping. Efter att Hyresbostäder bildats i Norrköping 1946 blev Såpkullen deras första projekt där de byggde över 700 bostäder. Området ritades av arkitekterna Eric Ahlin och Bertil Ringqvist.Såpkullen har en samlingslokal som heter Albrektssalen. "Östra Såpkullen", öster om Gamla Övägen, hör numera till stadsdelen Söderstaden. [källa behövs]. 

## Källhänvisningar
1. ↑  ”Såpkullen - Hyresbostäders första projekt”. Norrköpings Tidningar. 1 december 2008. Arkiverad från originalet den 21 februari 2014. https://web.archive.org/web/20140221232103/http://www.nt.se/stoltastad/Default.aspx?articleid=4551892. Läst 25 december 2012.
2. ↑  ”Allmännyttan del 3 - Framväxten av allmännyttan - krigsåren”. AB SigtunaHem. Arkiverad från originalet den 1 mars 2014. https://web.archive.org/web/20140301182527/http://www.sigtunahem.se/Om-SigtunaHem/Historik/Allmannyttan3/. Läst 25 december 2000.
3. ↑  Ahlin, Eric (1915 - 1998)
4. ↑  ”PRESSMEDDELANDE: Med ett engagemang utöver det vanliga”. Hyresbostäder i Norrköping. Arkiverad från originalet den 18 april 2013. https://archive.is/20130418080347/http://www.hyresbostader.se/CM/Templates/Article/general.aspx?cmguid=f309e0e2-59d2-409c-9c19-a4156e215f74. Läst 25 december 2012.